# De Dietrich Type M
Der De Dietrich Type M ist ein Pkw-Modell aus den 1900er Jahren. Hersteller war die Société de Dietrich et Cie de Lunéville in Frankreich.

## Beschreibung
Die Produktion begann im Jahr 1902, spätestens im Dezember 1902 zum Pariser Autosalon, und endete 1903. Nachfolger wurde der Type SM mit einem Motor gleicher Größe.
Der Motor entstand nach einer Lizenz von Turcat-Méry. Er ist ein Vierzylinder-Reihenmotor mit automatischer Ventilsteuerung. Jeweils zwei Zylinder sind paarweise zusammengegossen. Jeweils 120 mm Bohrung und Hub ergeben 5429 cm³ Hubraum. Der Motor war damals in Frankreich steuerlich mit 24 CV eingestuft.
Der Motor ist vorn längs im Fahrgestell eingebaut. Er treibt über Ketten die Hinterräder an. Die Bremse wirkt zeittypisch nur auf die Hinterachse.

## Autorennen
Phil Stead setzte eines der Fahrzeuge sowohl im März 1903 bei Concours d’endurance als auch im April 1903 beim Course de côte de La Turbie ein. Adrien de Turckheim und Chalandrin starteten im August 1903 beim Course de côte de Laffrey. Charles Jarrott fuhr etwas später das Meilenrennen beim Southport Speed Trial.